# Rappska huset
Rappska huset i Uppsala byggdes av David Rapp efter ritningar av stadens förste stadsarkitekt Carl Axel Ekholm och stod klart 1907. Huset låg i korsningen Sysslomansgatan-Skolgatan (kvarteret Hervor). 
Skomakare A. Rapps lilla trähus prytt med snickarglädje revs 1906 för att ge plats åt ett större hus byggt av David Rapp som var en förmögen handlare i byggmaterielbranschen från Stockholm med rötter i Uppsala.
Huset var med sin omfattande utsmyckning ett av de främsta exemplen på jugendstilen i Uppsala. 
1963 fick ägarna till fastigheten (Upplandsbanken) igenom sina önskemål i förslaget till ny stadsplan för kvarteret. Förslaget innebar att man ville ”uppföra nybyggnader istället för befintlig saneringsmogen bebyggelse”. Länsarkitektkontoret invände att en rivning av Rappska huset ”från kulturhistorisk synpunkt innebär en förlust”, men motsatte sig ändå inte förslaget. I beslutet anmärktes särskilt att ”av husbock angripet virke brännes eller saneras”. 
Byggandet av Luthags-city, som de nya byggnaderna i kvarteret kallades, påbörjades 1963. Nybyggandet skedde i regi av en nybildad bostadsrättsförening, som fått namnet Luthags-city. Arkitekt Per Lundquist har ritat husen, vars yttre fasad huvudsakligen utförs i gult tegel.

## Bildgalleri

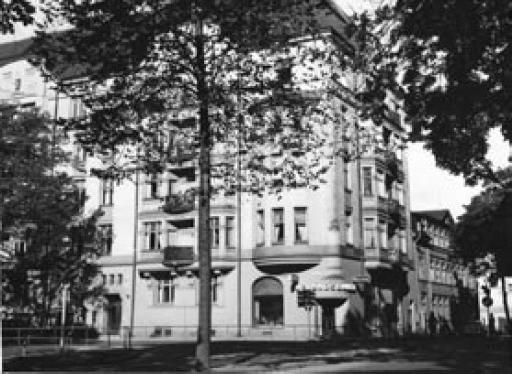
Rappska huset
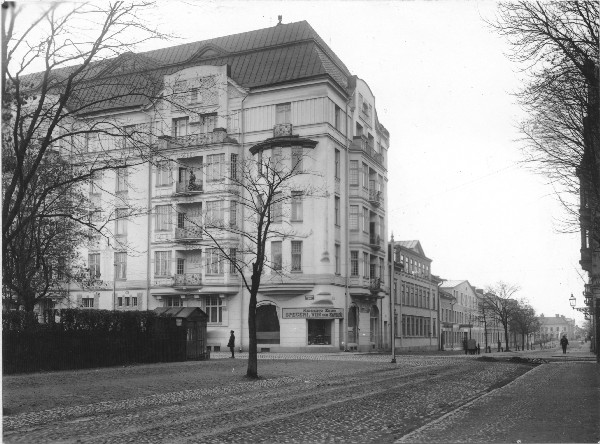
Rappska huset
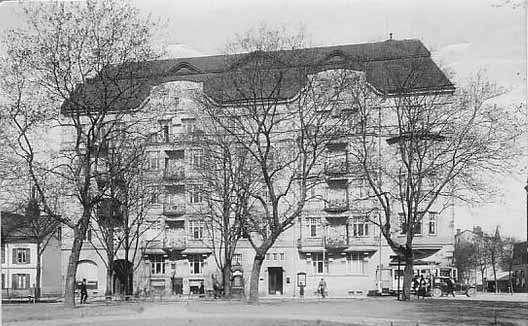
Rappska huset
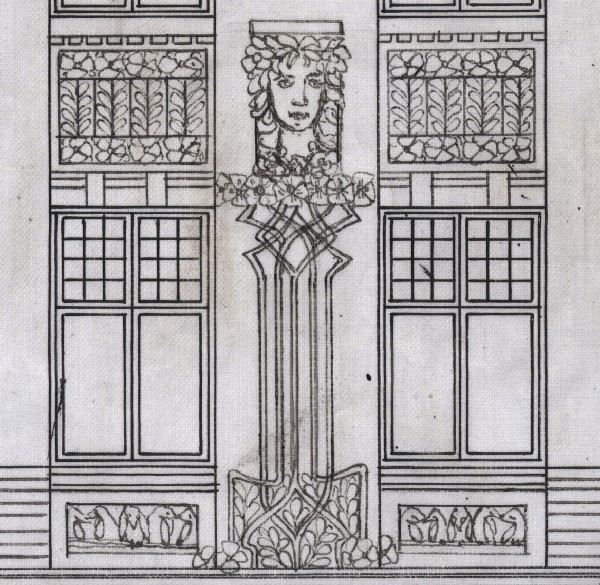
Jugend detalj
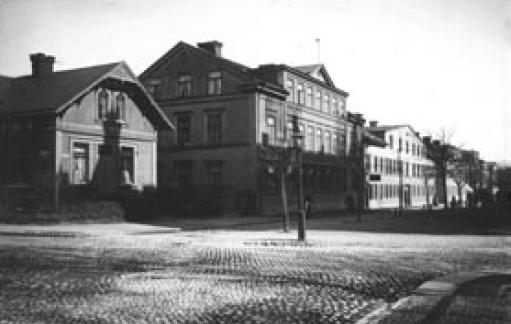
Skomakarhuset innan Rappska